# 陳娜良子
陳娜良子（英語：Cici Chen Na Leung Chi，1985年8月26日—），2008年溫哥華華裔小姐冠軍和2009年國際中華小姐季軍，來自溫哥華，籍貫廣東廣州，14歲搬到上海，至2004年獲得批香港特區外國護照。志向為成為一位對社會有貢獻的人。現為新時代電視旗下藝人。

## 曾參選選美活動
- 2004年中國小姐（上海區）競選：冠軍
- 2008年溫哥華華裔小姐競選：冠軍、友誼小姐、神采飛揚獎
- 2009年國際中華小姐競選：季軍、東方風采大使

## 演出作品

### 節目主持（新時代電視）
- 上海－溫哥華世博情誼綜藝晚會（2009）
- 「勇闖明天」電視籌款夜（2009）

## 外部連結
- 2009年國際中華小姐佳麗資料 - 26. 陳娜良子 （页面存档备份，存于）
- 2008年溫哥華華裔小姐佳麗資料 - 9. 陳娜良子

| 前任： 蔡凱欣 | 溫哥華華裔小姐競選冠軍 2008年 | 繼任： 岑麗香 |